# Danh sách cầu thủ tham dự giải vô địch bóng đá U-20 Nam Mỹ 2001
Đây là danh sách đội hình các đội bóng tham dự Giải vô địch bóng đá U-20 Nam Mỹ 2001 tổ chức ở Ecuador. 10 đội tham gia phải đăng ký đội hình 20 cầu thủ; chỉ có các cầu thủ trong đội hình mới được tham gia giải đấu.

## Argentina
Huấn luyện viên: José Néstor Pekerman 
| Số | Vt | Cầu thủ                   | Ngày sinh (tuổi)            | Số trận | Câu lạc bộ                |
| -- | -- | ------------------------- | --------------------------- | ------- | ------------------------- |
| 1  | TM | Wilfredo Daniel Caballero | 28 tháng 9, 1981 (19 tuổi)  |         | Boca Juniors              |
| 2  | HV | Nicolás Burdisso          | 4 tháng 12, 1981 (19 tuổi)  |         | Boca Juniors              |
| 3  | TV | Julio Arca                | 31 tháng 1, 1981 (19 tuổi)  |         | Sunderland                |
| 4  | HV | Pablo de Muner            | 14 tháng 1, 1981 (19 tuổi)  |         | Argentinos Juniors        |
| 5  | TV | Luis Zubeldía             | 13 tháng 1, 1981 (19 tuổi)  |         | Lanús                     |
| 6  | HV | Fabricio Coloccini        | 22 tháng 1, 1982 (18 tuổi)  |         | A.C. Milan                |
| 7  | TĐ | Christian Giménez         | 1 tháng 2, 1981 (19 tuổi)   |         | Boca Juniors              |
| 8  | TV | Mariano González          | 5 tháng 5, 1981 (19 tuổi)   |         | Racing Club de Avellaneda |
| 9  | TĐ | Alejandro Domínguez       | 6 tháng 10, 1981 (19 tuổi)  |         | Quilmes                   |
| 10 | TĐ | Mario Santana             | 23 tháng 12, 1981 (19 tuổi) |         | San Lorenzo               |
| 11 | TV | Leonardo Di Lorenzo       | 20 tháng 5, 1981 (19 tuổi)  |         | San Lorenzo               |
| 12 | TM | Germán Lux                | 6 tháng 7, 1982 (18 tuổi)   |         | River Plate               |
| 13 | HV | Emiliano Giannunzio       | 25 tháng 1, 1982 (18 tuổi)  |         | Lanús                     |
| 14 | HV | José María Calvo          | 15 tháng 7, 1981 (19 tuổi)  |         | Boca Juniors              |
| 15 | TV | Diego Rivero              | 8 tháng 11, 1981 (19 tuổi)  |         | Chacarita Juniors         |
| 16 | TV | Matías Lequi              | 13 tháng 5, 1981 (19 tuổi)  |         | Rosario Central           |
| 17 | TV | Mauro Rosales             | 24 tháng 2, 1982 (18 tuổi)  |         | Newell's Old Boys         |
| 18 | TĐ | Facundo Pérez Castro      | 8 tháng 7, 1981 (19 tuổi)   |         | Argentinos Juniors        |
| 19 | TV | Mauro Obolo               | 28 tháng 9, 1981 (19 tuổi)  |         | Vélez Sársfield           |
| 20 | TV | Mauro Cetto               | 14 tháng 4, 1982 (18 tuổi)  |         | Rosario Central           |

(Nguồn tên cầu thủ:)

## Bolivia
Huấn luyện viên: Adolfo Flores 
| Số | Vt | Cầu thủ               | Ngày sinh (tuổi)            | Số trận | Câu lạc bộ              |
| -- | -- | --------------------- | --------------------------- | ------- | ----------------------- |
| 1  | TM | Hugo Suárez           | 2 tháng 7, 1982 (18 tuổi)   |         | Real Santa Cruz         |
| 2  | HV | Limberg Méndez        | 18 tháng 8, 1982 (18 tuổi)  |         | Jorge Wilstermann       |
| 3  | TV | José Luis Algarañaz   | 3 tháng 11, 1982 (18 tuổi)  |         | Bolivar                 |
| 4  | HV | Jorge Flavio Zapata   | 1 tháng 6, 1981 (19 tuổi)   |         | Real Santa Cruz         |
| 5  | HV | Roland Raldes         | 20 tháng 4, 1981 (19 tuổi)  |         | Oriente Petrolero       |
| 6  | TV | Rubén Melgar          | 4 tháng 8, 1981 (19 tuổi)   |         | Guabirá                 |
| 7  | TĐ | Joselito Vaca         | 2 tháng 9, 1981 (19 tuổi)   |         | Oriente Petrolero       |
| 8  | TV | Rolando Torres        | 22 tháng 3, 1981 (19 tuổi)  |         | Independiente Petrolero |
| 9  | TĐ | José Alfredo Castillo | 2 tháng 9, 1983 (17 tuổi)   |         | Oriente Petrolero       |
| 10 | TV | Hélder Chávez         | 23 tháng 8, 1983 (17 tuổi)  |         | The Strongest           |
| 11 | TV | Sacha Lima            | 23 tháng 8, 1981 (19 tuổi)  |         | Jorge Wilstermann       |
| 12 | TM | Ditter Alquiza        | 26 tháng 10, 1982 (18 tuổi) |         | Guabirá                 |
| 13 | TV | Armando Aguilar       | 1 tháng 7, 1981 (19 tuổi)   |         | Sport Boys              |
| 14 | TĐ | Julio César Cortez    | 2 tháng 10, 1981 (19 tuổi)  |         | Blooming                |
| 15 | HV | Herman Soliz          | 14 tháng 7, 1982 (18 tuổi)  |         | Mariscal Braun          |
| 16 | HV | Roberto Menacho       | 2 tháng 4, 1982 (18 tuổi)   |         | Blooming                |
| 17 | TV | Diego Cabrera         | 13 tháng 8, 1981 (19 tuổi)  |         | Blooming                |
| 18 | TV | Víctor Hugo Díaz      | 10 tháng 1, 1981 (19 tuổi)  |         | Independiente Petrolero |
| 19 | TV | Tony Rodríguez        | 4 tháng 11, 1981 (19 tuổi)  |         | Blooming                |
| 20 | TV | Francisco Divico      | 9 tháng 8, 1982 (18 tuổi)   |         | Atlético González       |

(Nguồn tên cầu thủ:)

## Brasil
Huấn luyện viên: 
| Số | Vt | Cầu thủ | Ngày sinh (tuổi) | Số trận | Câu lạc bộ |
| -- | -- | ------- | ---------------- | ------- | ---------- |

## Chile
Huấn luyện viên: Héctor Pinto 

| Số | VT | Cầu thủ                    | Ngày sinh (tuổi)           | Trận | Bàn | Câu lạc bộ                          |
| -- | -- | -------------------------- | -------------------------- | ---- | --- | ----------------------------------- |
| 1  | TM | Johnny Herrera             | 9 tháng 5, 1981 (19 tuổi)  |      |     | Universidad de Chile                |
| 2  | HV | Sergio Fernández Sarmiento | 14 tháng 6, 1981 (19 tuổi) |      |     | Colo-Colo                           |
| 3  | HV | Daniel Campos              | 17 tháng 7, 1981 (19 tuổi) |      |     | Deportes Concepción                 |
| 4  | TV | Hugo Droguett              | 2 tháng 9, 1982 (18 tuổi)  |      |     | Club Deportivo Universidad Catolica |
| 5  | HV | Luis Oyarzún               | 24 tháng 4, 1982 (18 tuổi) |      |     | Palestino                           |
| 6  | HV | Nelson Pinto               | 1 tháng 2, 1981 (19 tuổi)  |      |     | Universidad de Chile                |
| 7  | TV | Gonzalo Villagra           | 17 tháng 9, 1981 (19 tuổi) |      |     | Club Deportivo Universidad Catolica |
| 8  | TV | Sebastián Pardo            | 2 tháng 1, 1981 (20 tuổi)  |      |     | Universidad de Chile                |
| 9  | TĐ | Mario Cáceres              | 17 tháng 3, 1981 (19 tuổi) |      |     | Colo-Colo                           |
| 10 | TV | Jaime Valdés               | 11 tháng 1, 1981 (19 tuổi) |      |     | A.S. Bari                           |
| 11 | TĐ | Mario Salgado              | 3 tháng 6, 1981 (19 tuổi)  |      |     | C.D. Huachipato                     |
| 12 | HV | Gino Reyes                 | 23 tháng 2, 1981 (19 tuổi) |      |     | Colo-Colo                           |
| 13 | HV | Joel Soto                  | 9 tháng 4, 1982 (18 tuổi)  |      |     | Santiago Wanderers                  |
| 14 | TV | Adán Vergara               | 9 tháng 5, 1981 (19 tuổi)  |      |     | Cobreloa                            |
| 15 | TV | Mario Berríos              | 20 tháng 8, 1981 (19 tuổi) |      |     | Palestino                           |
| 16 | TĐ | Roberto Órdenes            | 5 tháng 1, 1981 (19 tuổi)  |      |     | Unión Española                      |
| 17 | TV | Rodrigo Millar             | 3 tháng 11, 1981 (19 tuổi) |      |     | C.D. Huachipato                     |
| 18 | TM | Eduardo Lobos              | 30 tháng 7, 1981 (19 tuổi) |      |     | Colo-Colo                           |

(Nguồn tên cầu thủ:)

## Colombia
Huấn luyện viên: Alfredo Araujo 
| Số | Vt | Cầu thủ             | Ngày sinh (tuổi)            | Số trận | Câu lạc bộ             |
| -- | -- | ------------------- | --------------------------- | ------- | ---------------------- |
| 1  | TM | Edgar Uribe         | 17 tháng 12, 1981 (19 tuổi) |         | Atlético Nacional      |
| 2  | HV | Wilman Conde        | 29 tháng 8, 1982 (18 tuổi)  |         | Deportivo Quindío      |
| 3  | TV | Jorge Amará         | 7 tháng 7, 1982 (18 tuổi)   |         | Atlético Junior        |
| 4  | HV | Diego Valdez        | 13 tháng 8, 1981 (19 tuổi)  |         | Deportivo Cali         |
| 5  | TV | Diego Toro          | 29 tháng 1, 1982 (18 tuổi)  |         | Atlético Nacional      |
| 6  | TV | John Culma          | 17 tháng 3, 1981 (19 tuổi)  |         | Independiente          |
| 7  | TĐ | Oscar Villarreal    | 27 tháng 3, 1981 (19 tuổi)  |         | Real Cartagena         |
| 8  | TV | Aldo Ramírez        | 14 tháng 8, 1981 (19 tuổi)  |         | Independiente Santa Fe |
| 9  | TĐ | Fulano              | 2 tháng 9, 1983 (17 tuổi)   |         | Oriente Petrolero      |
| 10 | TV | Jhonnier Montaño    | 14 tháng 1, 1983 (17 tuổi)  |         | AC Parma               |
| 11 | TV | Carlos Álvarez      | 12 tháng 2, 1981 (19 tuổi)  |         | Palestino              |
| 12 | TM | Álvaro Solís        | 26 tháng 8, 1981 (19 tuổi)  |         | Deportivo Cali         |
| 13 | TĐ | Leonardo Rojano     | 1 tháng 2, 1981 (19 tuổi)   |         | Atlético Junior        |
| 14 | TĐ | Jimmy Castillo      | 25 tháng 9, 1981 (19 tuổi)  |         | Independiente          |
| 15 | HV | Juan David Bautista | 8 tháng 11, 1983 (17 tuổi)  |         | Independiente Medellín |
| 16 | HV | Rubén Darío Bustos  | 28 tháng 8, 1981 (19 tuổi)  |         | América de Cali        |
| 17 | TV | Javier Florez       | 18 tháng 5, 1982 (18 tuổi)  |         | Atlético Junior        |
| 18 | TV | Álvaro Domínguez    | 6 tháng 10, 1981 (19 tuổi)  |         | Deportivo Cali         |
| 19 | HV | Jamell Ramos        | 10 tháng 12, 1981 (19 tuổi) |         | Envigado               |
| 20 | TV | Luis Chara          | 1 tháng 6, 1981 (19 tuổi)   |         | Atlético Nacional      |

(Nguồn tên cầu thủ:)

## Ecuador
Huấn luyện viên: 

| Số | VT | Cầu thủ | Ngày sinh (tuổi) | Trận | Bàn | Câu lạc bộ |
| -- | -- | ------- | ---------------- | ---- | --- | ---------- |

## Paraguay
Huấn luyện viên: 
| Số | Vt | Cầu thủ | Ngày sinh (tuổi) | Số trận | Câu lạc bộ |
| -- | -- | ------- | ---------------- | ------- | ---------- |

## Peru
Huấn luyện viên: Julio César Uribe 
| Số | Vt | Cầu thủ         | Ngày sinh (tuổi)           | Số trận | Câu lạc bộ       |
| -- | -- | --------------- | -------------------------- | ------- | ---------------- |
| 1  | TM | George Forsyth  | 20 tháng 6, 1982 (20 tuổi) |         | Alianza Lima     |
| 2  | HV | Raúl Vera       | 25 tháng 1, 1981 (21 tuổi) |         | Cochahuayco      |
| 3  | HV | Pedro Plaza     | 21 tháng 3, 1981 (21 tuổi) |         | Cochahuayco      |
| 4  | TĐ | Pedro Aparicio  | 6 tháng 11, 1982 (20 tuổi) |         | Alianza Lima     |
| 5  | HV | Luis Hernández  | 15 tháng 2, 1982 (20 tuổi) |         | Alianza Lima     |
| 6  | HV | Diego Martínez  | 24 tháng 4, 1981 (21 tuổi) |         | Sporting Cristal |
| 7  | TĐ | César Balbín    | 18 tháng 5, 1983 (19 tuổi) |         | Sporting Cristal |
| 8  | TV | Ryan Salazar    | 25 tháng 2, 1981 (21 tuổi) |         | Alianza Lima     |
| 9  | TV | Jorge Leyva     | 25 tháng 1, 1981 (21 tuổi) |         | Cochahuayco      |
| 10 | TV | Édson Uribe     | 25 tháng 9, 1982 (20 tuổi) |         | Jaguares         |
| 11 | HV | Miguel Torres   | 17 tháng 1, 1982 (20 tuổi) |         | Universitario    |
| 12 | TM | Erick Delgado   | 30 tháng 6, 1982 (20 tuổi) |         | Sporting Cristal |
| 13 | TV | Walter Vílchez  | 20 tháng 2, 1982 (20 tuổi) |         | Alianza Lima     |
| 14 | TV | Jorge Chávez    | 10 tháng 5, 1982 (20 tuổi) |         | Sporting Cristal |
| 15 | HV | Alan Rodríguez  | 30 tháng 3, 1981 (21 tuổi) |         | Cochahuayco      |
| 16 | HV | Cristián García | 3 tháng 2, 1982 (20 tuổi)  |         | Cienciano        |
| 17 | TĐ | Manuel Barreto  | 18 tháng 9, 1982 (20 tuổi) |         | Cochahuayco      |
| 18 | TĐ | Renzo Benavides | 7 tháng 12, 1981 (21 tuổi) |         | Alianza Lima     |
| 19 | TĐ | Jesús Reyes     | 21 tháng 3, 1982 (20 tuổi) |         | Juan Aurich      |
| 20 | HV | Johan Sotil     | 29 tháng 9, 1982 (20 tuổi) |         | Universitario    |

(Nguồn tên cầu thủ:)

## Uruguay
Huấn luyện viên: Víctor Púa 

| Số | VT | Cầu thủ            | Ngày sinh (tuổi)            | Trận | Bàn | Câu lạc bộ    |
| -- | -- | ------------------ | --------------------------- | ---- | --- | ------------- |
| 1  | TM | Washington Alonso  | 1 tháng 1, 1981 (20 tuổi)   |      |     | Cerro         |
| 2  | HV | Sebastián Álvarez  | 1 tháng 1, 1981 (20 tuổi)   |      |     | Peñarol       |
| 3  | TV | Darwin Barreto     | 1 tháng 1, 1981 (20 tuổi)   |      |     | Peñarol       |
| 4  | HV | Raúl Denis         | 1 tháng 1, 1981 (20 tuổi)   |      |     | Huracán Buceo |
| 5  | HV | Carlos Diogo       | 16 tháng 7, 1983 (17 tuổi)  |      |     | River Plate   |
| 6  | HV | Germán Domínguez   | 3 tháng 2, 1982 (18 tuổi)   |      |     | Nacional      |
| 7  | TV | Sebastián Eguren   | 8 tháng 1, 1981 (19 tuổi)   |      |     | Wanderers     |
| 8  | TV | Rodrigo Gómez      | 1 tháng 1, 1981 (20 tuổi)   |      |     | Defensor      |
| 9  | TĐ | Gonzalo Gutiérrez  | 20 tháng 2, 1981 (19 tuổi)  |      |     | Danubio       |
| 10 | TV | Carlos Jacques     | 11 tháng 2, 1982 (18 tuổi)  |      |     | Peñarol       |
| 11 | TV | Mario Leguizamón   | 7 tháng 7, 1982 (18 tuổi)   |      |     | Peñarol       |
| 12 | HV | Pablo Lima         | 26 tháng 3, 1981 (19 tuổi)  |      |     | Danubio       |
| 13 | HV | Williams Martínez  | 18 tháng 12, 1982 (18 tuổi) |      |     | Defensor      |
| 14 | HV | Pablo Melo         | 4 tháng 7, 1982 (18 tuổi)   |      |     | Cerro         |
| 15 | HV | Álvaro Meneses     | 26 tháng 5, 1982 (18 tuổi)  |      |     | Nacional      |
| 16 | TĐ | Wladimir Romero    | 2 tháng 12, 1981 (19 tuổi)  |      |     | Danubio       |
| 17 | TĐ | Horacio Peralta    | 3 tháng 6, 1982 (18 tuổi)   |      |     | Danubio       |
| 18 | TĐ | Nathaniel Revetria | 29 tháng 6, 1981 (19 tuổi)  |      |     | Defensor      |
| 19 | TM | Jimmy Schmidt      | 15 tháng 12, 1981 (19 tuổi) |      |     | Nacional      |
| 20 | TM | Martín Silva       | 25 tháng 3, 1983 (17 tuổi)  |      |     | Defensor      |

(Nguồn tên cầu thủ:)

## Venezuela
Huấn luyện viên: Richard Páez 

| Số | VT | Cầu thủ              | Ngày sinh (tuổi)            | Trận | Bàn | Câu lạc bộ        |
| -- | -- | -------------------- | --------------------------- | ---- | --- | ----------------- |
| 1  | TM | Luiggi A. Palomino   | 6 tháng 4, 1981 (19 tuổi)   |      |     | UCV Aragua        |
| 2  | HV | Johan Yacua          | 22 tháng 6, 1982 (18 tuổi)  |      |     | Deportivo Táchira |
| 3  | TV | Giácomo Di Giorgi    | 24 tháng 2, 1981 (19 tuổi)  |      |     | Lara FC           |
| 4  | HV | Arnaldo Croquer      | 25 tháng 2, 1982 (18 tuổi)  |      |     | Zulianos FC       |
| 5  | TV | Miguel Mea Vitali    | 19 tháng 2, 1981 (19 tuổi)  |      |     | Lleida            |
| 6  | HV | Enrique Andrés Rouga | 3 tháng 2, 1982 (18 tuổi)   |      |     | Caracas FC        |
| 7  | TV | Giancarlo Maldonado  | 29 tháng 6, 1982 (18 tuổi)  |      |     | River Plate       |
| 8  | TV | Anyelo Rodríguez     | 22 tháng 1, 1982 (18 tuổi)  |      |     | El Vigía FC       |
| 9  | TĐ | José Morr            | 11 tháng 12, 1981 (19 tuổi) |      |     | Portuguesa        |
| 10 | TV | Wiswell Isea         | 13 tháng 9, 1982 (18 tuổi)  |      |     | Caracas FC        |
| 11 | TV | Leonel Martínez      | 29 tháng 5, 1982 (18 tuổi)  |      |     | Mineros           |
| 12 | TM | Gustavo Cortina      | 22 tháng 7, 1983 (17 tuổi)  |      |     | Venezuela         |
| 13 | TV | Arnaldo Aranda       | 27 tháng 2, 1982 (18 tuổi)  |      |     | Mineros           |
| 14 | HV | Frank Presilla       | 28 tháng 7, 1982 (18 tuổi)  |      |     | Táchira           |
| 15 | HV | Yerci Murillo        | 4 tháng 7, 1982 (18 tuổi)   |      |     | Zulianos FC       |
| 16 | TĐ | Wladimir Romero      | 2 tháng 12, 1981 (19 tuổi)  |      |     | UCV Aragua        |
| 17 | TV | César González       | 10 tháng 1, 1982 (18 tuổi)  |      |     | Monagas FC        |
| 18 | TĐ | Edwin Quintero       | 27 tháng 7, 1982 (18 tuổi)  |      |     | Italchacao        |
| 19 | TĐ | Edward Leonett       | 2 tháng 1, 1983 (18 tuổi)   |      |     | Monagas FC        |
| 20 | TV | Daniel Arismendi     | 4 tháng 7, 1982 (18 tuổi)   |      |     | Mineros           |

(Nguồn tên cầu thủ:)